# Cueva de Pozalagua
La cueva de Pozalagua está situada en la parte más occidental del valle vizcaíno de Carranza, en el barrio Ranero del  municipio de Carranza, en la comarca de Las Encartaciones  en el País Vasco en España en el macizo calcáreo de las Peñas de Ranero dentro del Parque natural y zona de especial conservación de Armañón. En esta cueva destaca de manera especial por la gran proliferación de estalactitas excéntricas, en forma de flor,  estando calificada como la segunda mayor concentración mundial, tras unas cuevas australianas. Las estalactitas excéntricas se deben a un curioso proceso que ha afectado a la dolomía [CaMg(CO3)2], se desarrollan en cualquier dirección, creando diferentes figuras que adoptan formas caprichosas  como si fuesen raíces o corales. Dentro de la cavidad, la denominada "Sala Versalles" es la que alberga mayor concentración de ellas.
La cavidad se sitúa a 500 metros de altitud en el flanco sur de la anticlinal de Carranza en el macizo de calizas urgonianas de Peñas de Ranero. Fue descubierta el 28 de diciembre de 1957 de forma fortuita por la explosión un barreno de la cantera de dolomita contigua que abrió una brecha que permitió el acceso a la misma. En sus proximidades se encuentran  la Torca del Carlista, la mayor gruta de Europa y la segunda del mundo. Jornos II es otra sima de gran interés espeleológico y en Ventalaperra es posible encontrarse incluso con grabados prehistóricos.

## Descripción
La cueva de Pozalagua está formada por una sala única de 125 metros de largo, una anchura de 70 metros y una altura de 12 metros. La "sala Versalles" que acoge la máxima concentración de estalactitas excéntricas, se ubica al final de la misma. Cerca de la entrada hay cuatro simas gemelas de 40 metros de profundidad. En la parte central se puede contemplar un hermoso lago que en la actualidad se encuentra casi desecado y un poco más adentro el complejo denominado "El Órgano". La abundancia de estalactitas excéntricas y estalagmitas en la famosa galería principal, conocida con el nombre de Versalles por las riquezas de su interior, la convierten en una cueva única en el mundo.
En 1991 se acondiciono para las visitas públicas aunque se ha detectado una degradación progresiva de la cavidad por la modificación de las condiciones de la cueva. Aun así se ha convertido en un punto referente del turismo en Vizcaya y en  2013, la Cueva de Pozalagua fue elegida El Mejor Rincón 2013 de la Guía Repsol.

## Estudio de la alteración de las condiciones de la cavidad
En el año 2001 la universidad de Madrid comenzó a realizar una serie de estudios sistemáticos sobre la atmósfera de la cavidad. En 2004 el ayuntamiento de Carranza y la Sociedad de Ciencias Espeleológicas Alfonso Antxia instaló cinco puestos de medidas climáticas en los que se registraban la temperatura, humedad del aire, presión atmosférica y concentración de CO2. Los datos se recogían con una frecuencia de una hora y se registraban por triplicado en cada una de ellas. De las cinco estaciones, cuatro estaban junto al recorrido de visita.
En el año 2005 se estudió la fauna de la cueva y se descubrieron dos especies de invertebrados endémicas de la cueva. En 2008 la Diputación Foral de Bizkaia se hace cargo de los estudios de la cavidad con la participación de la Sociedad de Ciencias Espeleológicas Alfonso Antxia  y la Universidad del País Vasco.
El objetivo de los estudios es determinar la relación de la variaciones del régimen climático de la cavidad con las visitas a la misma. Se ha determinado que la variable de la temperatura del aire es una de las fundamentales ya que influye en otros parámetros como la densidad del aire, la humedad relativa, el  punto de rocío o al  presión parcial. Junto a la temperatura se presta especial atención a al circulación del aire y a condensación y evaporación del agua.
La concentración de dióxido de carbono (CO2) es uno de los parámetros importantes. El CO2 proviene de la propia actividad formativa de la cavidad y al metabolismos de la fauna y microfauna que habita la misma. Va variación de CO2 debido a la presencia humana influye en la formación de la misma y de los espeleotemas que se dan en la misma.

## El descubrimiento y su musealización
En el año 1956 la empresa minera  Dolomitas del Norte S.A. obtuvo licencia para la explotación de una cantera de dolomía (compuesto por carbonato de calcio y magnesio). El extracción de la piedra se realizaba mediante voladuras y en una de ellas, realizada el 28 de diciembre de 1957, se abrió una brecha que dio acceso a la cavidad que hasta entonces había permanecido sellada.  Tras el hallazgo la empresa modificó los planes de explotación de la cantera dirigiendo la extracción hacia otro lado, aun así, la cavidad y su contenido resultaron afectados.
La piedra extraída de la cantera se procesaba en unas instalaciones ubicadas en  el barrio de Ambasaguas de Carranza. Desde la cantera se transportaba el mineral mediante un  tranvía aéreo de tracción manual. El producto principal de se realizaba eran ladrillos refractarios.
El explotación de la cantera terminó en 1976 cuando el ayuntamiento de Carranza  no renovó la concesión con la intención de salvaguardar la cueva. Tras el cierre y el proceso de musealización de todo el complejo, la plaza de la cantera se convirtió en una auditorio aprovechando sus  características acústicas.
A un  costado de la plaza de la cantera se ubica el Centro de Interpretación del Parque Natural de Armañon o Parquetxea que ocupa los antiguos edificios de la cantera donde se trituraba y cargaba el mineral. En ella se realiza un recorrido por la flora, la fauna y las tradiciones del lugar. Desde allí se pueden ver los montes  Armañon y Ordunte, conocidos por picos como el Zalama y Balgerri, y el valle de Carranza.

## Hermanamientos
Pozalagua está hermanada  con siete cuevas del territorio vasco; la cueva de Arrikrutz de Oñate, Ekainberri, la cueva de Isturitz-Oxocelhaya, la cueva Medukilo, las cuevas de Sara, la Cueva de las Brujas-Zugarramurdi y las cuevas de Urdax, conformando el llamado "grupo Lurpea" que organiza cada “Día de las Cuevas” diferentes eventos.